# 丹巴坚作
丹巴坚作（1930年—1992年）原名强杰，藏族，青海人，中华人民共和国官员。

## 生平
1950年5月，丹巴坚作作为藏语翻译，和土化瑛随安志明率领的中国人民解放军后续部队进入阿里。1951年5月，丹巴坚作任阿里骑兵支队翻译组长。1952年10月，丹巴坚作任中共阿里分工委藏文干事。1956年8月，丹巴坚作任中共阿里分工委统战部副部长。1961年11月，丹巴坚作任阿里地区专员公署代理专员。1963年12月，任中共阿里地委副书记、专署专员。文化大革命期间，丹巴坚作遭停职。
1977年6月，丹巴坚作出任中共阿里地委副书记、阿里地区革委会主任。1980年，丹巴坚作调任中共拉萨市委书记、代理革委会主任。
1992年，丹巴坚作在拉萨逝世。